# Namatjira aliciae
Namatjira aliciae är en insektsart som beskrevs av Kenneth Hedley Lewis Key 1976. Namatjira aliciae ingår i släktet Namatjira och familjen Morabidae. Inga underarter finns listade i Catalogue of Life.